# The Jimi Hendrix Experience
The Jimi Hendrix Experience fue una banda de rock británica-estadounidense de finales de los años 1960, formada por Jimi Hendrix, Noel Redding y Mitch Mitchell. Destacó principalmente por el virtuosismo de su guitarrista principal, Jimi Hendrix, quien es considerado uno de los más grandes guitarristas de todos los tiempos por varias publicaciones musicales y escritores. Algunas de las canciones más populares de los tres únicos álbumes de estudio del grupo son «Purple Haze», «Foxy Lady», «Hey Joe», "Voodoo Child (Slight Return)», «All Along the Watchtower» (de Bob Dylan),«Red house», «Little Wing» y «Angel». Si bien Hendrix era el líder y centro de atención, los otros dos miembros fueron vitales y tuvieron una gran importancia en el éxito del grupo. La banda se disolvió en junio de 1969 a consecuencia de las constantes desigualdades musicales entre Hendrix y Redding. Más tarde llegaría su reemplazo, Billy Cox, y pasarían a llamarse Band of Gypsys.
Después de un breve periodo con este grupo, en enero de 1970, con el antiguo miembro Mitch Mitchell en la batería, Billy Coxy en el bajo (en reemplazo de Redding) The Jimi Hendrix Experience fue reformada. En los sucesivos meses trabajaron en el siguiente disco de Hendrix hasta su trágica y repentina muerte en septiembre de 1970.
Su primer álbum de estudio, Are You Experienced, está calificado como el tercer mejor álbum debut de todos los tiempos, según Rolling Stone.

## Integrantes
- Jimi Hendrix - Guitarra, Voz (1966-1969,1970)
- Noel Redding - Bajo (1966-1969)
- Mitch Mitchell - Batería (1966-1969,1970)
- Billy Cox - Bajo (1969-1970)

## Discografía
- Are You Experienced? (Reino Unido: mayo de 1967; EE. UU.: agosto de 1967) (Reino Unido: #2; EE. UU.: #5).
- Axis: Bold As Love (diciembre de 1967) (Reino Unido: #5; EE. UU.: #4).
- Electric Ladyland (septiembre de 1968) (Reino Unido: #5; EE. UU.: #1).